# Demonstrationerna i Shifang 2012

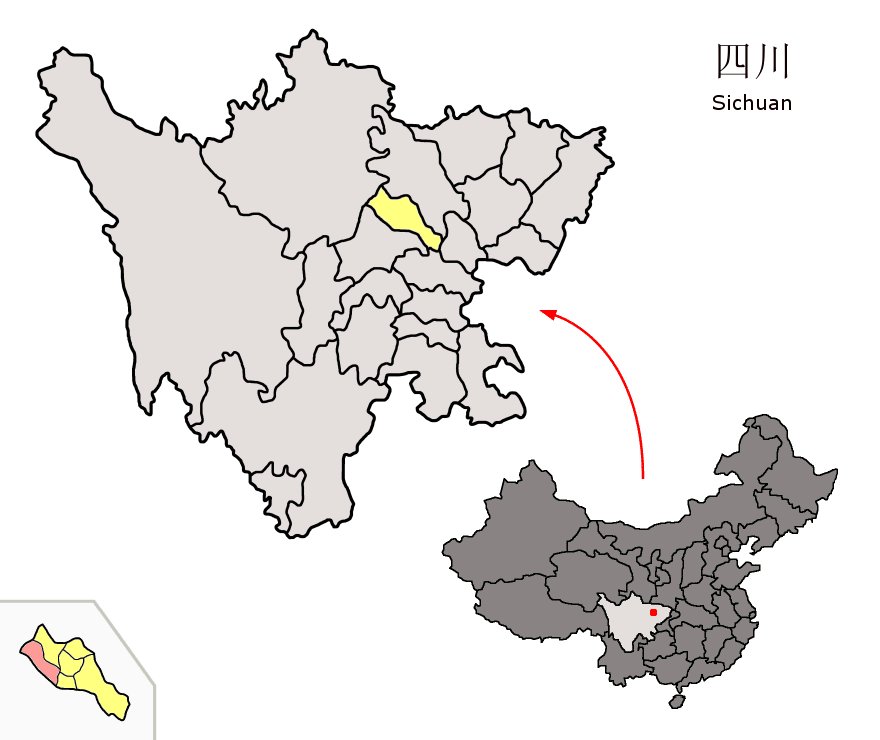
Shifangs läge i Sichuan-provinsen.

Demonstrationerna i Shifang, en stad i Sichuan sydvästra Kina, under 2012, orsakades av allmänhetens upprörda känslor kring en kopparfabrik i staden och de miljörisker och hälsorisker som denna medförde. Under 1-3 juli deltog 1000-tals i demonstrationerna och polis på plats sköt bland annat tårgas Den 3 juli slutade protesterna då de lokala myndigheterna gick ut med budskapet att konstruktionen av fabriken och släppt alla sex demonstranter som tagits i förvar. 